# Католицька церква в Угорщині
Като́лицька це́рква в Уго́рщині — найбільша християнська конфесія Угорщини. Складова всесвітньої Католицької церкви, яку очолює на Землі римський папа. Керується конференцією єпископів. Станом на 2004 рік у країні нараховувалося близько 6 056 000 католиків (58,22% від усього населення). Існувало 16 діоцезій, які об'єднували 2221 церковних парафій.  Кількість  священиків — 2175 (з них представники секулярного духовенства — 1845, члени чернечих організацій — 330), постійних дияконів — 52, монахів — 483, монахинь — 1237. Католики візантійського обряду налічують близько 290 тисяч вірних. Вони опікуються угорську греко-католицьку церкву, яка структурно складається з Хайдудорозької єпархії та Екзархату Мішкольца. Існують також невеликі спільноти вірмено-католиків. Примас Угорщини очолює архідіоцезію Естергом-Будапешт.

## Історія

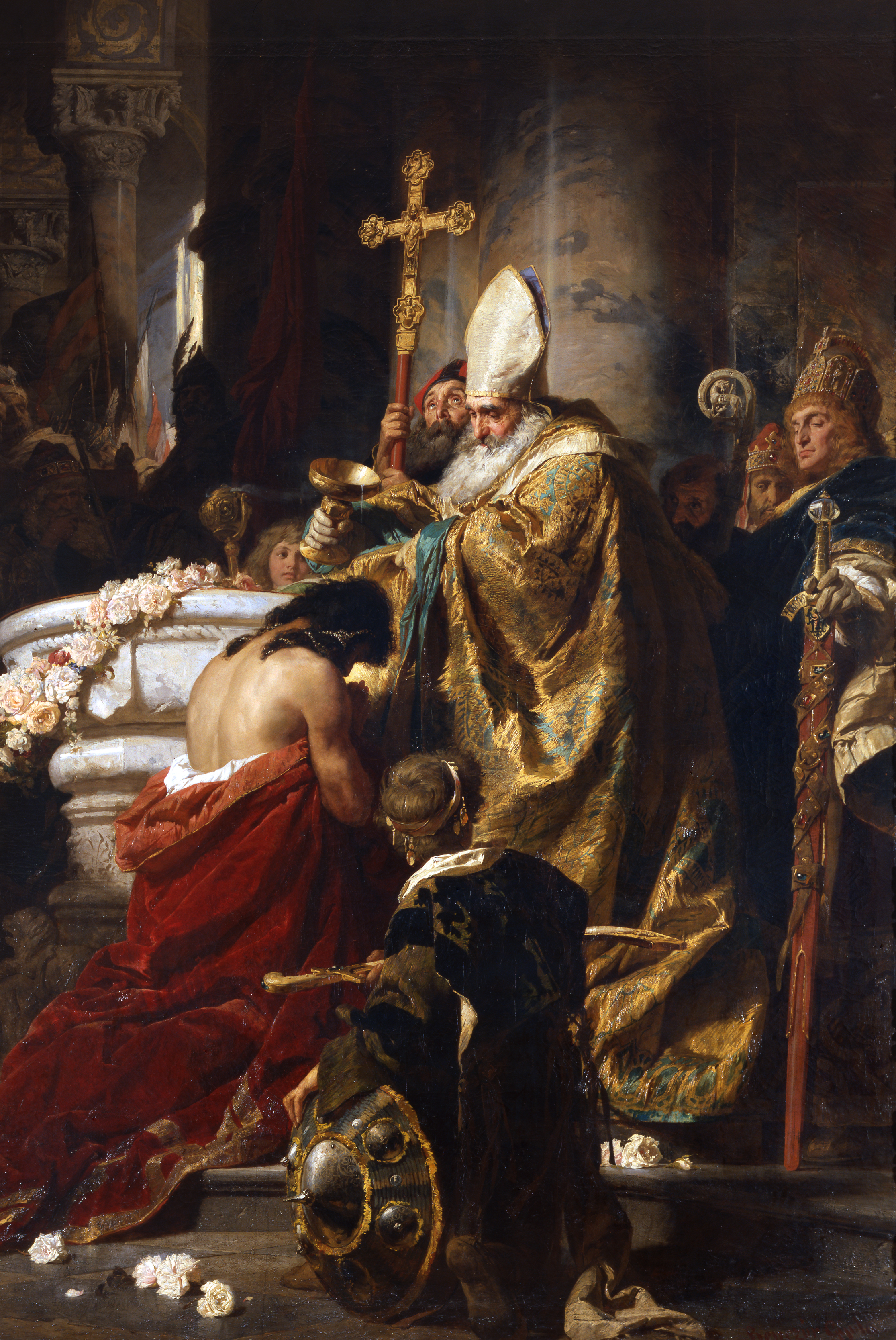
Д. Бенцур. Хрещення Святого Іштвана

В період свого переселення в Європу угорці залишалися язичниками. До початку XI століття місіонерські спроби навернути угорців у християнство були безуспішними. Першим християнським королем країни став Іштван I, згодом канонізований, як і його син Імре. У першій половині XI століття велика частина угорців прийняла християнство латинського обряду, значну роль у зверненні угорців зіграв Герард Угорський. Язичницька реакція після смерті Іштвана I була незабаром пригнічена. Велику роль у зміцненні позицій католицтва в країні зіграв король Ласло I, також згодом канонізований.
До Реформації переважна більшість угорців було католиками. Реформація домоглася в Угорщині великого успіху, спочатку лютеранство, а потім кальвінізм широко поширилися серед угорців. Турецьке нашестя, що до початку XVII століття охопило майже всю країну, змусило угорців евакуювати резиденцію глави католицької церкви до Трнави, а потім до Братислави. Значна частина католицьких церков на території османської Угорщини була зруйнована, частину населення обернено в іслам. У північній частині Угорщини (нині — територія Словаччини), яка опинилася під контролем Габсбургів, розгорнулася контрреформація, яка проходила за провідної ролі ордена єзуїтів і виявилася ефективною. Єзуїти заснували безліч навчальних закладів, включаючи найстаріший в Угорщині університет, активно просували католицьке благочестя в народі. Після звільнення від турків Угорщина знову стала переважно католицькою країною, за винятком східних регіонів, особливо Дебрецена, де залишилися численні протестантські громади.

## Структура
| - Архідієцезія Егера - дієцезія Дебрецен Ньїредьхаза - дієцезія Вац - Архідієцезія Естергом-Будапешт - дієцезія Дьйор - дієцезія Секешфехервар - Архідієцезія Калоча-Кечкемет - дієцезія Печ - дієцезія Сегед-Чанад | - Архідієцезія Веспрем - дієцезія Капошвар - дієцезія Сомбатхея - Гайдудорозька архієпархія (візантійського обряду) - Мішкольцька єпархія - Ньїредьгазька єпархія |